# Wendel Bollman

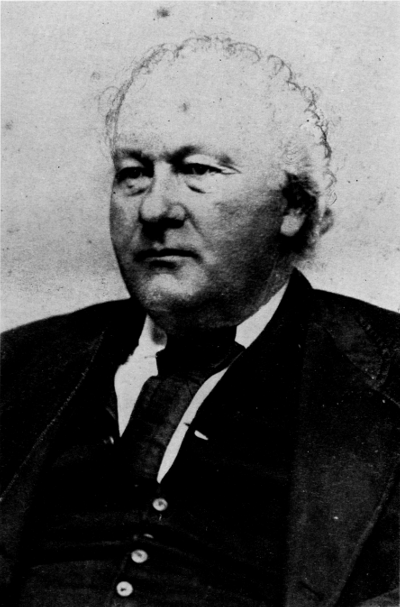
Wendel Bollman

Wendel Bollman (* 21. Januar 1814 in Baltimore; † 2. Januar 1884) war ein US-amerikanischer autodidaktischer Bauingenieur, der den Bau von eisernen Eisenbahnbrücken durch die Entwicklung des Bollman-Trägers im großen Stil in den USA einführte.
Ann B. Bollman and Thomas Bollman († 17. April 1819), die Eltern von Wendel Bollman, waren deutsche Einwanderer. Thomas Bollman war Bäcker und hatte sein Geschäft an der Ecke Water St und Grant St in der Nähe der heutigen Grand Street Station. Er kämpfte in der Verteidigung der Stadt bei der Schlacht von Baltimore.

## Jugendjahre
Wendel wurde als siebtes von acht Kindern geboren. Sein Vater verstarb im Alter von 44, als er 5 Jahre alt war. Bis Wendel 11 Jahre alt war, besuchte er staatliche und private Schulen in Baltimore, danach beendete er seine Schulbildung um die Familie besser unterstützen zu können. Er ließ sich bei Apothekern im heutigen West Virginia ausbilden – zuerst in Sheperdstown, danach in Harpers Ferry. 1826 oder 1827 wurde Wendel krank und kehrte zur Genesung nach Baltimore zurück.
Am 4. Juli 1828 lief Wendel am Umzug zu den Feierlichkeiten der Grundsteinlegung der Baltimore and Ohio Railroad (B&O) mit. Kurz danach ließ er sich bei einem Zimmermann für eine kurze Zeit ausbilden, doch als es dort weniger Arbeit gab, begann er für die B&O zu arbeiten. Die Bahn hatte zu dieser Zeit etwa acht Kilometer Unterbau erstellt, aber noch keine Schienen verlegt. Wendel begann zuerst als Handlanger, stieg aber bald zum Messgehilfen auf und verbesserte laufend seine Fertigkeit mit den Vermessungsgeräten. Im Herbst 1829 war er beim Verlegen der ersten Gleise dabei. Weil seine Mutter Angst hatte, dass er seine Ausbildung als Zimmermann nicht abschließen würde, kehrte er 1830 zu einer Zimmermannslehre zurück, die er auch abschloss. Wendel half als ausgebildeter Zimmermann beim Bau des Hauses eines Plantagenbesitzers in Natchez mit und kehrte 1837 nach Baltimore zurück, wo er seinen eigenen Betrieb gründete. Im nächsten Jahr, als er ein Haus in Harpers Ferry baute, wurde er von der B&O gebeten wieder einzutreten um Teile der langen Holzbrücke über den Potomac River zu reparieren, die bloß ein Jahr in Betrieb war.

## Entwicklung des Bollman-Trägers

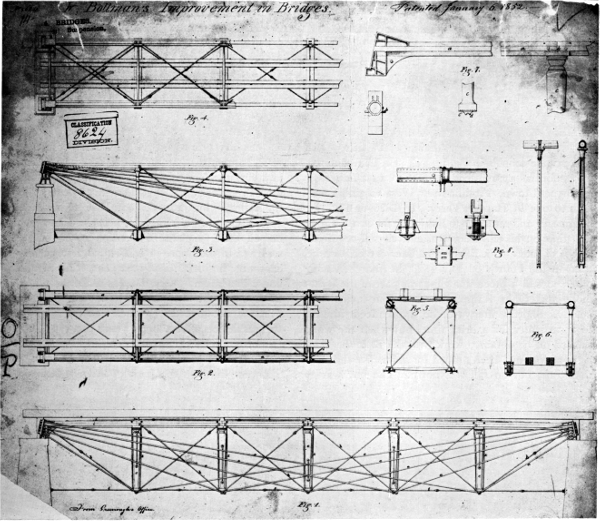
Originalzeichnung aus dem Patent von Wendel Bollman

Kurz nach der Reparatur der Harpers-Ferry-Brücke wurde Wendel Bollman zum Leiter des Brückenbaus der Bahn ernannt. Offensichtlich konnte Bollman aufgrund seiner praktischen Fähigkeiten und seines selbst angeeigneten theoretischen Wissens den Oberingenieur Benjamin H. Latrobe in der Konstruktion von Brücken unterstützen. Er übernahm diese Arbeit später vollständig, damit sich Latrobe dem Weiterbau der Strecke von Cumberland nach Wheeling widmen konnte. Bollman wurde 1848 zum Oberbahnmeister der B&O ernannt, der die gesamte Infrastruktur der Bahn unter sich hatte.
Bollman gehörte zu den ersten Ingenieuren, die sich nicht mehr rein auf empirisch gefundene Dimensionierungen verließ, sondern erste Berechnungsmethoden einführte. Er entwickelte die von Latrobe angewandte Bauweise von Holzbrücken mit schmiedeeisernen auf Zug belasteten Elemente weiter zu dem vollständig aus Eisen bestehenden Bollman-Träger, welcher erstmals 1850 eingesetzt wurde. Das Patent auf seine Konstruktion erhielt er erst 1852, ein Jahr nachdem er ein 38 Meter lange Feld der Brücke über den Potomac River bei Harpers Ferry mit einem Träger nach seiner Bauart ersetzt hatte.

## Bollman als Unternehmer

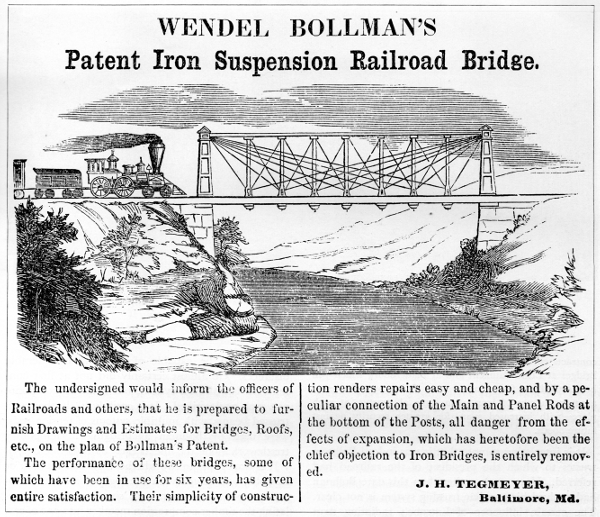
Inserat der W. Bollman & Company von 1855

1858 verließ Bollman die Bahngesellschaft und widmete sich vollständig der bereits 1855 gegründeten eigenen Brückenbaufirma in Baltimore, welche das erste Unternehmen in den Vereinigten Staaten war, das sich gänzlich dem Eisenbrückenbau verschrieben hatte. Die W. Bollman & Company war weiterhin für Bollmans ehemaliger Arbeitgeber, die Baltimore & Ohio Railroad, tätig, exportierte aber auch Brücken nach Mexiko, Kuba und Chile. Neben den Brücken entwickelte Bollman auch die später als Phoenix-Säulen bekannt gewordene Konstruktion von Säulen, die aus mehreren schmiedeeisernen Segmenten zusammengenietet wurden und daher unempfindlicher gegen Einknicken waren. Sie wurden unter anderem bei Pfeilern von hohen Trestle-Brücken eingesetzt.
Während des Sezessionskrieges stellte das Unternehmen seine Aktivitäten ein und Bollman beschäftigte sich hauptsächlich mit dem Wiederaufbau der mehrfach zerstörten Brücke über den Potomac River bei Harpers Ferry. Nach dem Krieg wurde Bollman alleiniger Besitzer der Patapsco Bridge and Iron Works.
Bollman erneuerte das Patent 1866 für seinen Träger, doch wurde seine Bauweise außerhalb der Baltimore and Ohio Railroad nur selten eingesetzt, denn es waren in der Zwischenzeit materialsparendere Trägerbauarten entwickelt worden, die weniger empfindlich gegen Wärmedehnung waren. Bollman konnte aber trotzdem 1868 eine Brücke für die Chicago, Burlington and Quincy Railroad bauen, welche eine aus zwei Bollman-Träger bestehende Drehbrücke enthielt. 1867 bis 1868 errichtete Bollman zwei Brücken über den Cape Fear River, bei welchen erstmals für die Fundierung der Pfeiler pneumatisch versenkte Gusseisenzylinder verwendet wurden. In der letzten Dekade seines Schaffens baute Bollman hunderte von kleinen Brücken und andere Konstruktionen. 1873 lieferte er die Gussteile für die Kuppel der Baltimore City Hall. 1877 schuf Bollman eine einzigartige Straßenbrücke in Baltimore, bei welcher eine Hauptwasserleitung als Tragwerk verwendet wurde.